# Martin Vidović
Martin Vidović (ur. 15 lipca 1953 w Vidonju) – chorwacki duchowny rzymskokatolicki, arcybiskup tytularny Nony, dyplomata watykański. Od 15 września 2004 do 15 lipca 2011 pełnił urząd nuncjusza apostolskiego na Białorusi.
W latach 1983–1994 pracował jako redaktor sekcji chorwackiej Radia Watykańskiego. Święcenia kapłańskie przyjął 28 maja 1989 roku z rąk papieża Jana Pawła II. Następnie został inkardynowany do archidiecezji splitsko-makarskiej w Chorwacji. W 1994 został urzędnikiem Sekcji Spraw Ogólnych Sekretariatu Stanu Stolicy Apostolskiej. Jeszcze w tym samym roku wyjechał na placówkę dyplomatyczną do Bośni i Hercegowiny, gdzie objął stanowisko sekretarza nuncjatury. W latach 1999–2004 ponownie pracował w Watykanie. 15 września 2004 papież Jan Paweł II mianował go piątym w historii nuncjuszem apostolskim na Białorusi. Zgodnie z tradycją, jako szef watykańskiej placówki dyplomatycznej został jednocześnie mianowany arcybiskupem tytularnym. Sakry udzielił mu 21 listopada 2004 ówczesny sekretarz stanu, kardynał Angelo Sodano.